# Hiram Powers
Hiram Powers (Woodstock, 29 de junio de 1805 - Florencia, 27 de junio de 1873) fue un escultor neoclásico estadounidense.

## Biografía
Powers era hijo de un granjero, y había nacido en Woodstock, Vermont, en 1805. En 1818 su padre se mudó a Ohio, a unos diez kilómetros de Cincinnati, donde su hijo concurrió a la escuela durante el lapso de un año, viviendo mientras tanto con su hermano que era abogado en Cincinnati. Al dejar la escuela lo emplearon como supervisor de un salón de lectura en conexión con el hotel más famoso del pueblo, pero se vio obligado a dejar dicho empleo ya que no le alcanzaba para ganarse un sustento razonable, por lo que consiguió empleo en una tienda. A los 17 años, Powers comenzó a trabajar como ayudante de Luman Watson, el fabricante de relojes de madera de Cincinnati. Powers tenía habilidad para esculpir figuras. Watson era dueño de una fábrica de relojes y de órganos, y Powers pronto se especializó en la construcción de estos instrumentos, y a causa de su habilidad pronto fue ascendido hasta el cargo de mecánico en jefe de la fábrica.
En 1826 comenzó a visitar a Frederick Eckstein en su estudio, y rápidamente fue desarrollando una gran afinidad y pasión por el arte de la escultura. A causa de su habilidad pronto fue designado ayudante principal y artista del Western Museum, que era cuidado por un naturalista de Luisiana de ascendencia francesa llamado Joseph Dorfeuille, donde tuvo mucho éxito su ingeniosa representación de las regiones infernales que ilustraban escenas del poema de Dante. 

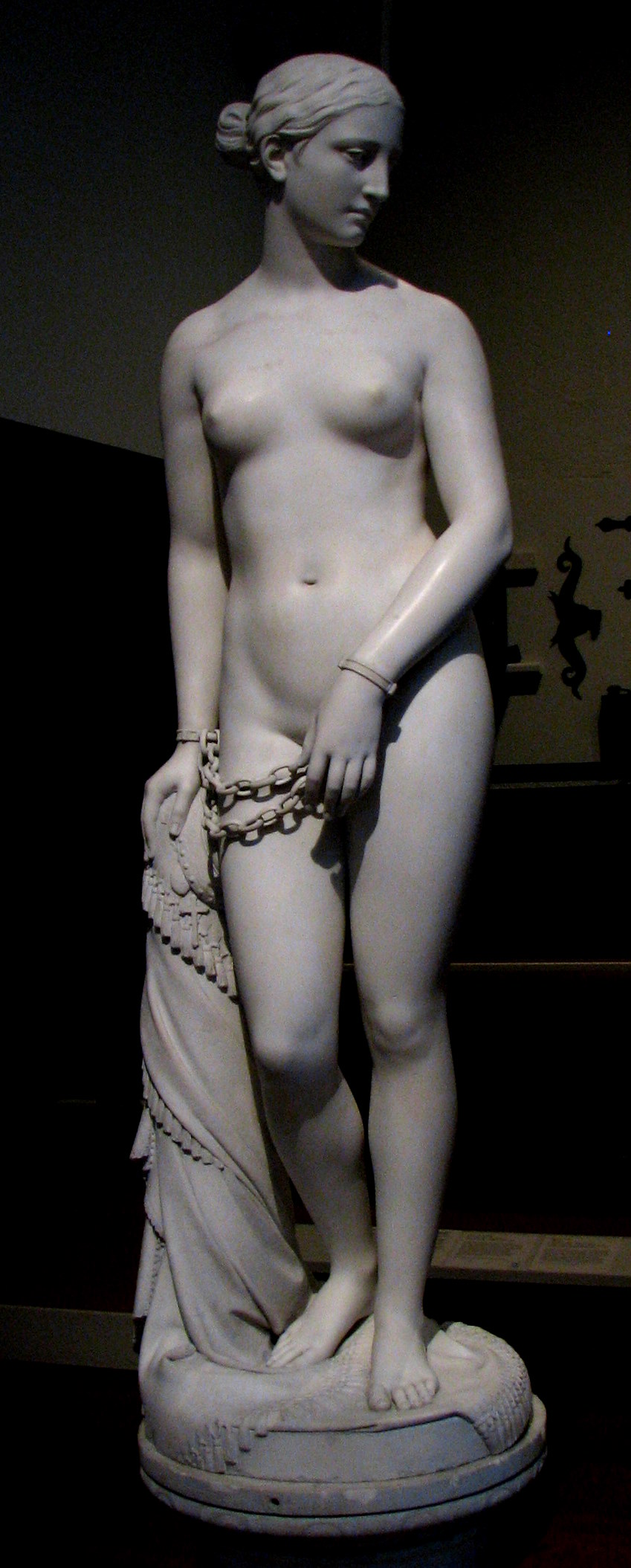
La esclava griega-Hiram Powers- 1843.

Luego de estudiar el arte de modelar y vaciado de piezas, hacia finales de 1834 se muda a Washington D. C., donde sus talentos atraen rápidamente la atención. En 1837 se radica en Florencia, donde permanece hasta su muerte, aunque realiza algún viaje a Inglaterra en este período. Desarrolla un negocio exitoso de retratos y realización de bustos, pero también se dedica a crear figuras ideales de tamaño real, muchas de las cuales también las realiza como bustos independientes. 
En 1839 su estatua de Eva despertó la admiración de Bertel Thorvaldsen, y en 1844 realizó su obra La esclava griega de estilo neoclásico y en honor a la Venus de Medici. Fue influenciado por la guerra de independencia de Grecia (1821-183) ya que en la obra la representó como un parangón de virtud y heroísmo. Con esta escultura se ganó y cimentó su prestigio como escultor de renombre. Esta escultura fue exhibida en el centro de la Exhibición del Palacio de Cristal y Elizabeth Barrett Browning escribió un soneto inspirada en ella. La escultura La esclava griega se convirtió en un símbolo de la causa abolicionista y varias copias de ella aparecieron en las casas de muchos que apoyaban a la Unión. 
En palabras del propio Hiram: "La esclava ha sido tomada de una de las islas griegas por los turcos en la época de la revolución de Grecia. Sus padres y tal vez toda su familia han sido destruidos por sus enemigos. Ahora se encuentra entre bárbaros extranjeros".
Entre las estatuas más famosas se encuentran El pescador niño, Il Penseroso, "Eva desconsolada", California, America (realizada para el Palacio de Cristal en Sydenham), y El último de la tribu (también llamada La última de su tribu). Powers murió el 27 de junio de 1873, y se encuentra enterrado en el Cementerio Inglés de Florencia.
En el año 2007 el Taft Museum of Art en Cincinnati, Ohio abrió la primera gran exhibición dedicada al escultor estadounidense más aclamado del siglo XIX, "Hiram Powers: Genio del mármol". Ese es exactamente el sitio en el cual en 1842 Powers realizó su primera gran exhibición exclusiva en Cincinnati, cuando Nicholas Longworth abrió las puertas de su residencia privada para permitirle al público ver la más reciente obra de Powers.
Las siguientes colecciones poseen obras de Hiram Powers:
- Addison Gallery of American Art (Andover, Massachusetts),
- Amon Carter Museum (Texas),
- Arizona State University Art Museum,
- Art Gallery of the University of Rochester (New York),
- Birmingham Museum of Art (Alabama),
- Brooklyn Museum of Art (Ciudad de Nueva York),
- Carnegie Museum of Art (Pittsburgh, Pensilvania),
- Cincinnati Art Museum,
- Corcoran Gallery of Art (Washington D. C.),
- Cornell Fine Arts Museum at Rollins College (Florida),
- Detroit Institute of Arts,
- Fine Arts Museums of San Francisco,
- Glencairn Museum (Pensilvania),
- Harvard University Art Museums,
- Metropolitan Museum of Art,
- Museum of Fine Arts, Boston,
- National Gallery of Art (Washington D. C.),
- Smithsonian American Art Museum (Washington D. C.),
- White House Collection, (Washington)